# Nils-Petter Lindskog
Nils-Petter Lindskog, född i Karlstad den 3 augusti 1926, död 30 december 2004 var en svensk journalist och direktör. Efter att ha arbetat på bland andra tidningarna Dala-Demokraten, Nya Norrland, Morgon-Tidningen och Arbetet anställdes han år 1959 vid Sveriges Radio. Där var han bland annat kanslidirektör.
År 1975 utsågs han till den förste verkställande direktören i det nystartade public service-bolaget Sveriges Lokalradio AB. I den rollen, som han innehade till 1983, ledde han starten och uppbyggnaden av de svenska lokalradiostationerna. År 1983 blev han direktör inom Sveriges Radio.
Radiohistorikern Gunnar Hallingberg skriver i sin bok Tidens tusende tungor, som beskriver den svenska radion i Sverige under andra halvan av 1900-talet, angående Nils-Petter Lindskogs påverkan på den svenska lokalradion: "Nils-Petter Lindskog har gått till historien bland annat som chefen som plötsligt och oväntat en dag kunde sitta i kafferummet 100 mil från Stockholm för att få en pratstund. Vad hans personligt starka engagemang och hans outtröttlighet betydde under lokalradions uppbyggnadsskede kan säkert inte överskattas".